# L'Escapade de Noël

L'Escapade de Noël (A Christmas Detour) est un téléfilm de Noël américain réalisé par Ron Oliver et diffusé le 28 novembre 2015 sur Hallmark Channel.

## Synopsis
Paige est coincée par une tempête à l'aéroport de Buffalo. Souhaitant rejoindre New York pour y rencontrer les parents de son fiancé, elle se résout à faire la route avec Dylan, un jeune homme récemment séparé de sa petite amie, et Maxine et Frank, un couple devant se rendre dans le Connecticut.

## Distribution
- Candace Cameron Bure (VF : Ariane Aggiage) : Paige Summerlind
- Paul Greene (VF : Fabrice Josso) : Dylan
- Sarah Strange (VF : Ilana Castro) : Maxine
- David Lewis (VF : Thierry Kazazian) : Frank
- Marcus Rosner : Jack Collins
- Mark Brandon : Météorologue
- Kaj-Erik Eriksen : Bryce
- Mackenzie Mowat : Cynthia